# بانک فدرال رزرو آتلانتا
بانک فدرال رزرو آتلانتا (به انگلیسی: Federal Reserve Bank of Atlanta) یکی از ۱۲ شعبهٔ فدرال رزرو ایالات متحده آمریکا است و در شهر آتلانتا قرار دارد.
این بانک مناطقی از ۶ ایالت لوئیزیانا، تنسی، جورجیا، میسیسیپی، آلاباما، و فلوریدا را پوشش می‌دهد.
رئیس فعلی این بانک رافائل بوستیک می باشد.